# Naturresurslagen
Lag (1987:12) om hushållning med naturresurser m.m. eller naturresurslagen (NRL) var en svensk lag som upphävdes 1999 i och med att Miljöbalken trädde ikraft. Bestämmelserna i Naturresurslagen flyttades då i huvudsak in i Miljöbalkens 3 och 4 kapitel. Grundidén med naturresurslagen var att genom kommunernas fysiska planering åstadkomma förutsättningar för en långsiktigt god hushållning med marken, vattnet och den fysiska miljön i övrigt (återfinns nu i MB 1 kap, 1§ 4).
I naturresurslagen infördes begreppet riksintresse, som avser vissa särskilt viktiga värden/resurser som i ett nationellt perspektiv betraktas som så betydelsefulla att de ska skyddas för ingrepp som förstör dem. Riksintressen kan utses för rennäringen, fisket, naturvården,kulturmiljövården, det rörliga friluftslivet, ämnen och material, kommunikation, energiproduktion och distribuiton, avfallshantering mm samt totalförsvaret. Därtill utsågs ett antal geografiskt definierade områden till riksintresseområden (återfinns nu i nuvarande Miljöbalken 4 kapitlet) t.ex. de orörda älvarna, fjällen, vissa sjöar och kustområden mm. Bestämmelsena i naturresurslagen konkretiserades genom kommunens översiktsplanering.